# Peristernia castanoleuca
Peristernia castanoleuca is een slakkensoort uit de familie van de Fasciolariidae. De wetenschappelijke naam van de soort is voor het eerst geldig gepubliceerd in 1879 door Tapparone-Canefri.